# Nati nel 1993/Senza giorno specificato
| Questa pagina contiene informazioni ricavate automaticamente dalle voci biografiche con l'ausilio del template Bio e di un bot. L'aggiornamento è periodico e automatico e ricostruisce completamente la pagina. Se manca una persona in questa lista, sei pregato di non aggiungerla, ma accertati piuttosto che la sua voce biografica contenga il template Bio e che i dati anagrafici siano correttamente compilati. Se il template Bio manca, inseriscilo tu stesso o, in alternativa, metti l'avviso {{tmp\|Bio}} che ne segnala la mancanza. Se i dati riportati sono sbagliati, correggi direttamente la voce biografica; le modifiche saranno visibili in questa lista entro pochi giorni. Per chiarimenti vedi il progetto biografie. La lista contiene solo le 64 persone che sono citate nell'enciclopedia e per le quali è stato implementato correttamente il template Bio. Pagina aggiornata al 10 giu 2025. |

- Navid Afkari, lottatore iraniano († 2020)
- Joo Won Ahn, danzatore sudcoreano
- Nora Al Matrooshi, astronauta emiratina
- İlkyaz Arslan, attrice turca
- Nicoline Artursson, modella svedese
- Crystal Bayat, attivista afghana
- Michiel Blanchart, regista e sceneggiatore belga
- Eric Blomgren, giocatore di football americano svedese
- Paul Bogdan, giocatore di football americano tedesco
- Matthias Brügger, ex sciatore alpino svizzero
- Jessica Carlson, attrice statunitense
- Tianda Carroll, ex sciatrice alpina canadese
- Pablo Chalfun, ex giocatore di football americano brasiliano
- Jessica Clarke, supermodella neozelandese
- Stefan Conić, ex giocatore di football americano serbo
- Joris De Loore, tennista belga
- Adrola Dushi, modella albanese
- Tanner Farrow, ex sciatore alpino statunitense
- Maddalena Fingerle, scrittrice italiana
- G Flip, cantautrice, musicista e produttrice discografica australiana
- Mihailo Josović, giocatore di football americano serbo
- Kamelen, rapper norvegese
- Hande Kader, attivista turca († 2016)
- Nelly Kamwelu, modella tanzaniana
- Djarah Kan, scrittrice e attivista italiana
- Ntaniella Kefala, modella cipriota
- Nicolas Khandar, giocatore di football americano francese
- Labadessa, fumettista italiano
- Vincent Lajoie, ex sciatore alpino canadese
- Reginald Langford jr., ex giocatore di football americano e allenatore di football americano statunitense
- Nathan Lansdell, giocatore di football americano australiano
- Lorenzo Lefèbvre, attore francese
- Celeste Marshall, modella bahamense
- Matthew David Graham, criminale australiano
- Sanna Irshad Mattoo, fotoreporter indiana
- Victoria Michalik, ex sciatrice alpina canadese
- Vojislav Milenković, ex giocatore di football americano serbo
- Fazerdaze, cantautrice e polistrumentista neozelandese
- Jacopo Musso, nuotatore italiano
- Mursal Nabizada, attivista e politica afghana († 2023)
- Caleb Azumah Nelson, scrittore britannico
- Alejandra Ochoa, modella salvadoregna
- Hubert Ogrodowczyk, giocatore di football americano polacco
- Punam Patel, attrice statunitense
- Coral Peña, attrice statunitense
- Andraž Reich Pogladič, ex sciatore alpino sloveno
- Daniel Roher, regista e sceneggiatore canadese
- Rosalie, cantante tedesca
- Sebastien Sagne, giocatore di football americano finlandese
- William Schuessler-Bédard, ex sciatore alpino canadese
- Len-Barry Simons, attore sudafricano
- F, rapper e cantante finlandese
- Cecilie Smith, ex sciatrice alpina norvegese
- Chris Steinke, ex sciatore alpino canadese
- Strahinja Stepović, giocatore di football americano serbo
- Beatriz Stix-Brunell, ex ballerina statunitense
- Cassandra Trenary, danzatrice statunitense
- Valentina Volopichová, ex sciatrice alpina ceca
- Federica Volpini, nuotatrice italiana
- Laurinho Walch, ex giocatore di football americano austriaco
- Siobhan Walker, giocatrice di football americano britannica
- Fay Wildhagen, cantante norvegese
- Charles Wort, ex giocatore di football americano britannico
- Maxime de Falcis, giocatore di football americano francese